# Jules Desrochers
 (septembre 2013).
Pour l’article homonyme, voir Desrochers.
Jules Desrochers (30 juin 1874-4 janvier 1939) fut un médecin, pharmacien et homme politique fédéral et municipal du Québec.

## Biographie
Né à Lotbinière, M. Desrochers étudie au Séminaire de Québec et à l'Université Laval où il compléta un doctorat en médecine en 1899. De 1914 à 1921, il servit comme maire de la municipalité de Saint-Raymond et président de la commission scolaire locale de 1908 à 1928.
Élu député du Parti libéral du Canada dans la circonscription fédérale de Portneuf en 1930, il ne se représenta pas en 1935.
Il est le deuxième père de Corrine Lagarde, épouse de Jean Lesage, et le père de Paul Desrochers (époux de Thérèse Legendre) qui fit remporter les élections de 1970 à Robert Bourassa. Paul Desrochers est père de Louise, Marie et Pierre. Le beau-père de ce dernier, Alphonse J. Matte, nommé chef de police de Québec, est mort le 10 décembre 1972 comme Paul Desrochers le 17 juillet 1972, dans des circonstances non-élucidées. 
Jules Desrochers s'est marié en premières noces avec Madame Antonine Rinfret en 1899 morte à Saint-Raymond le 18 novembre 1918 laissant cinq enfants.  Jules Desrochers se marie en secondes noces avec Valéria Matte et eut une fille, Marie-Paule qui estd'ailleurs de passage sur l'île Desrochers en 1999.  Madame Corinne Lagarde, fille de Madame Valéria Matte et épouse du premier ministre Jean Lesage fréquente l'île pendant toute sa jeunesse.
L'un des beaux-frères de Jules Desrochers est Pierre Leduc, cousin germain de Claude Leduc père de Guy Leduc qui lui est cousin de Pierre Laporte.